# Makhtesh Ramon
Makhtesh Ramon (hebreiska: מחתש רמון) är en sänka i Israel.   Den ligger i distriktet Södra distriktet, i den södra delen av landet.

## Bilder

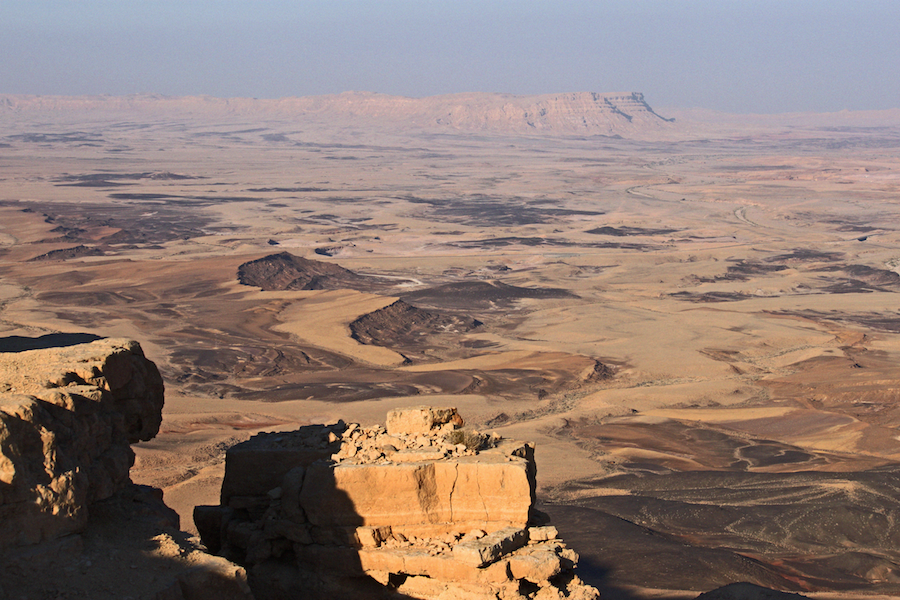
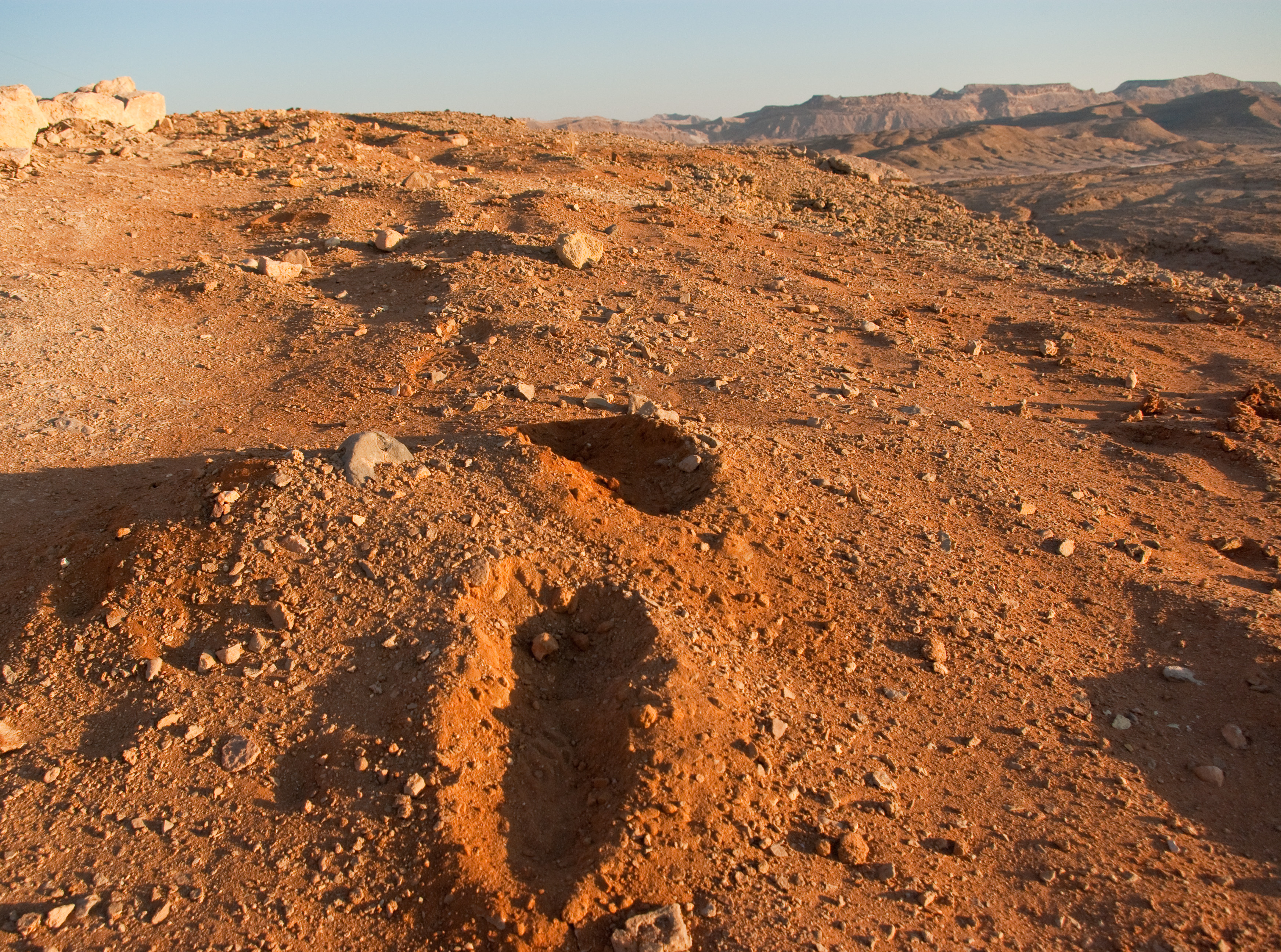
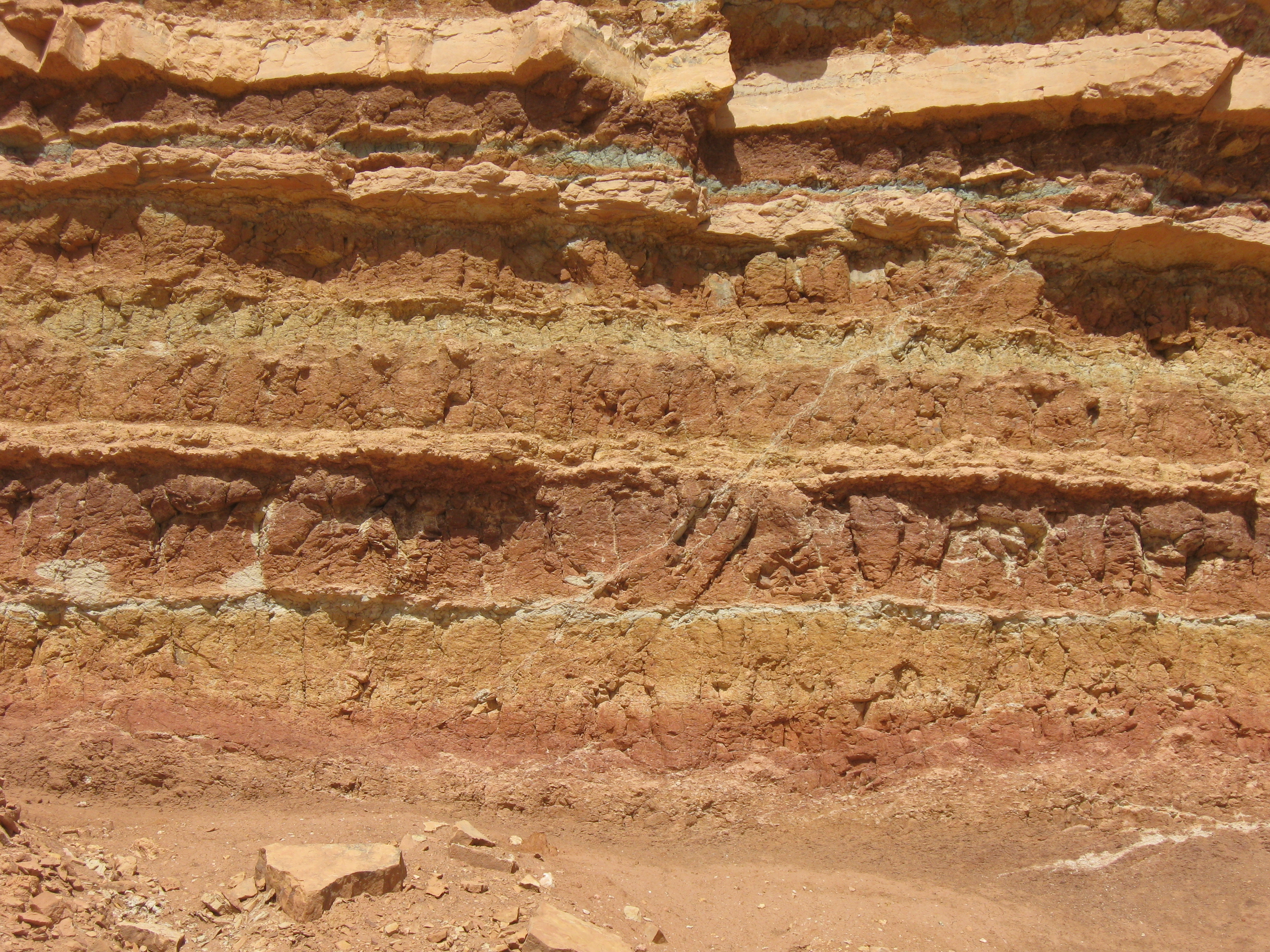
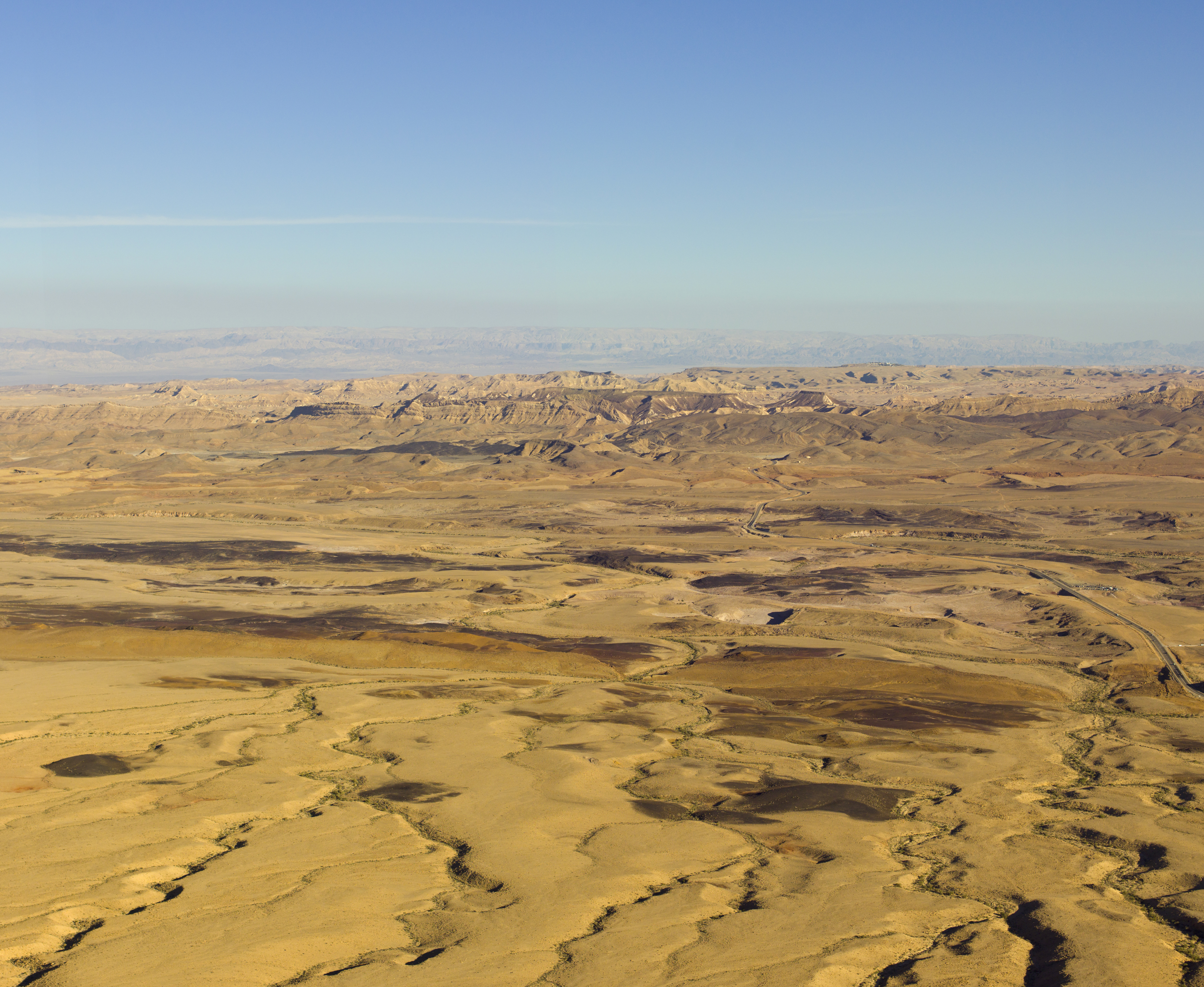
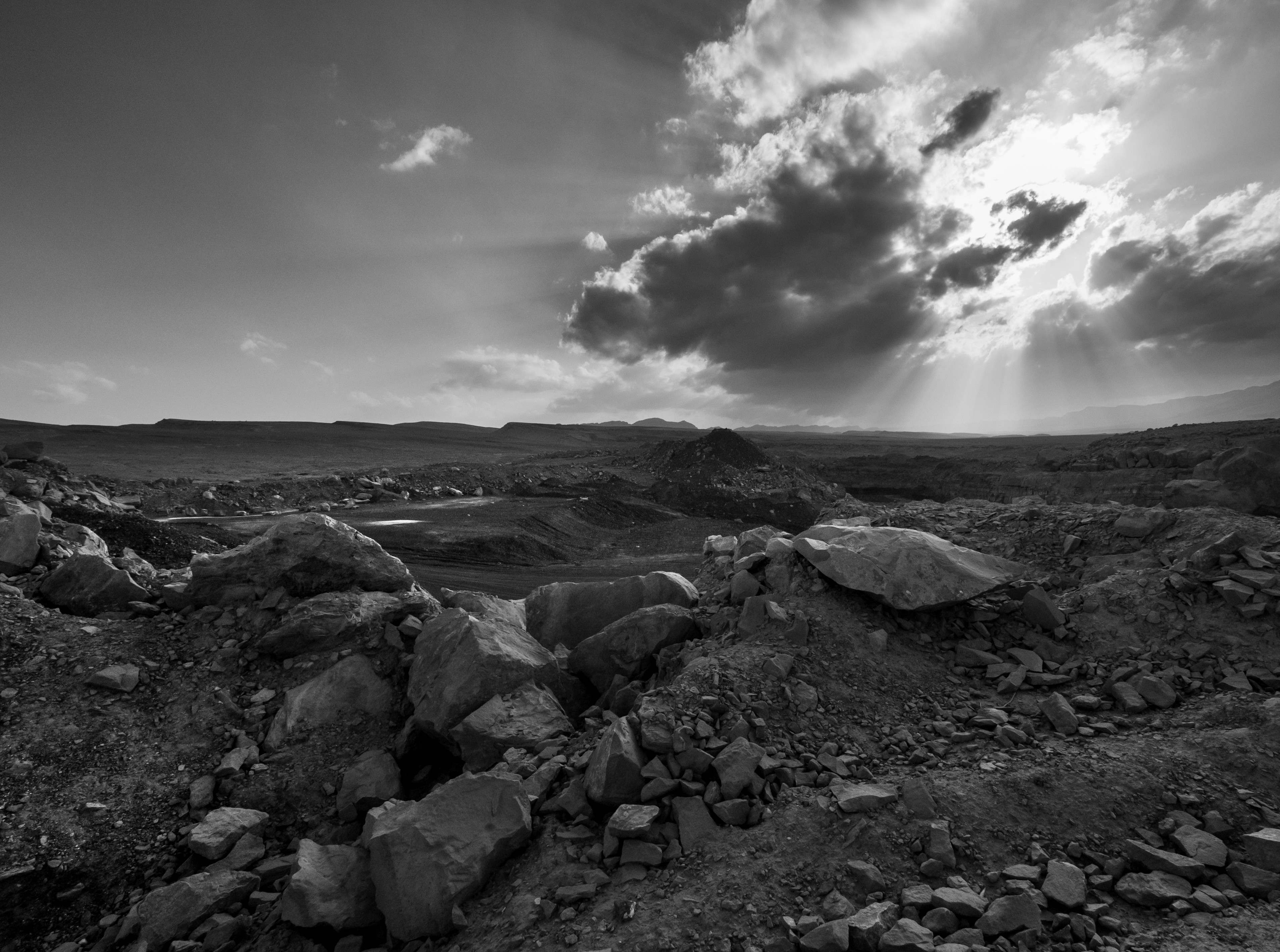
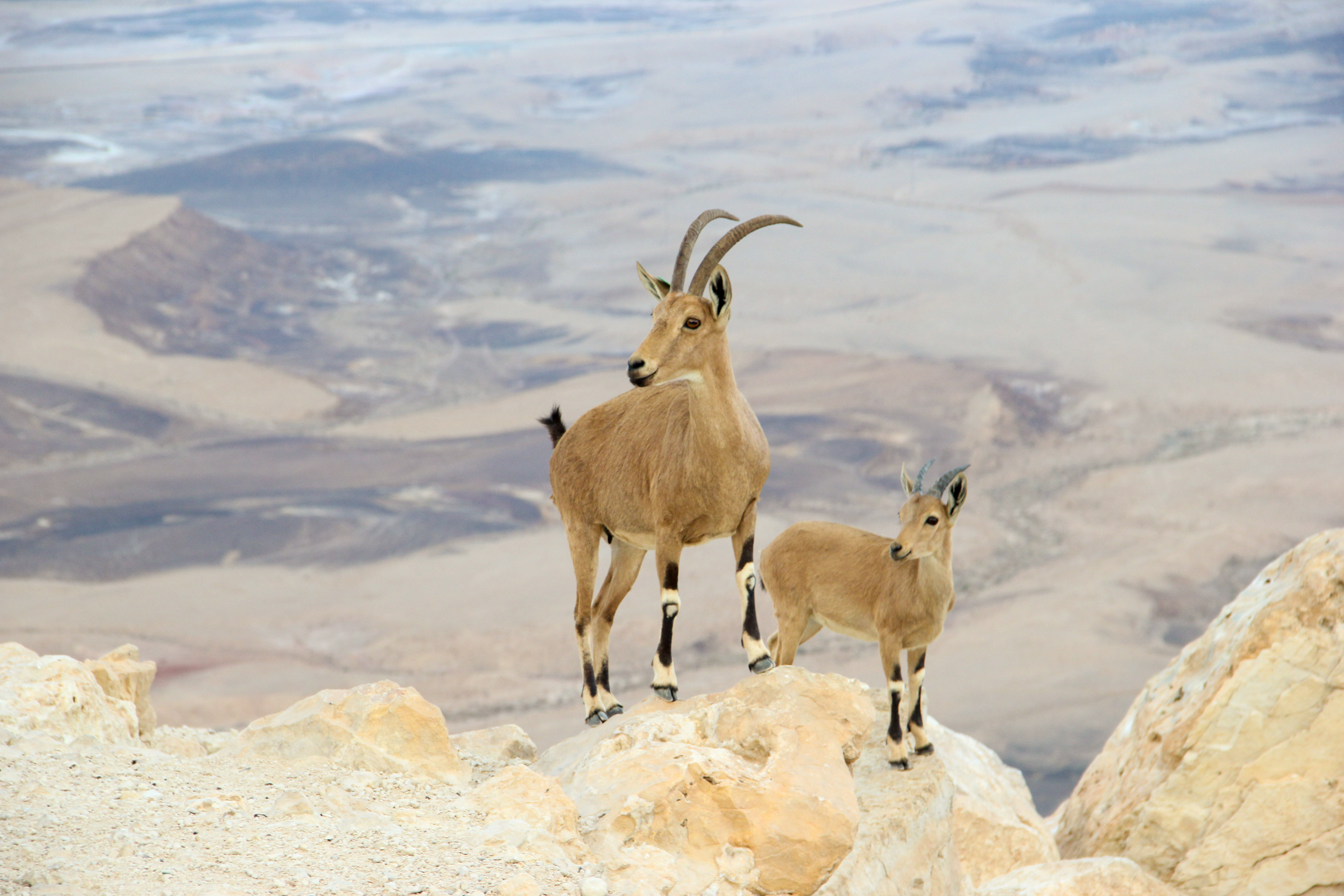
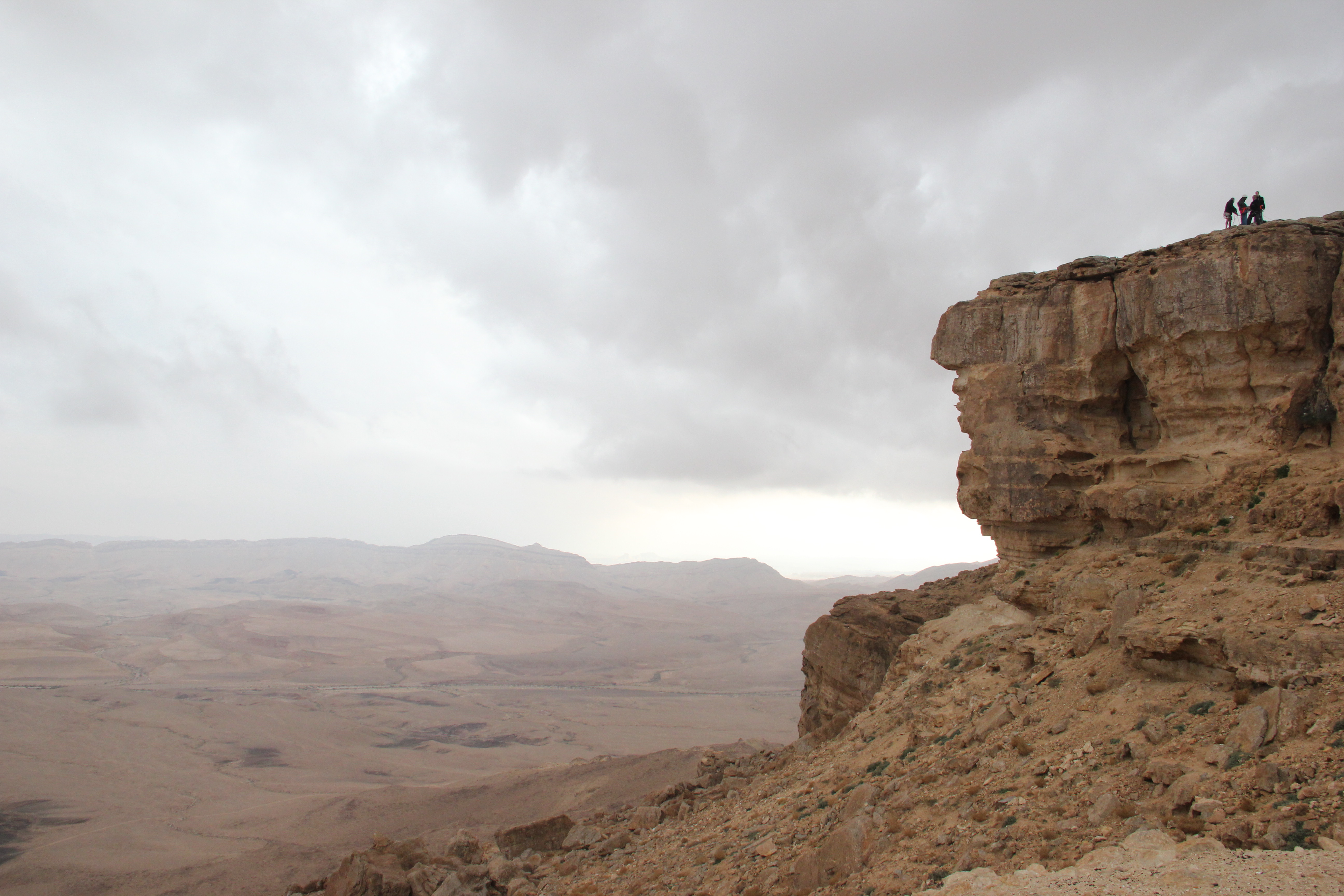
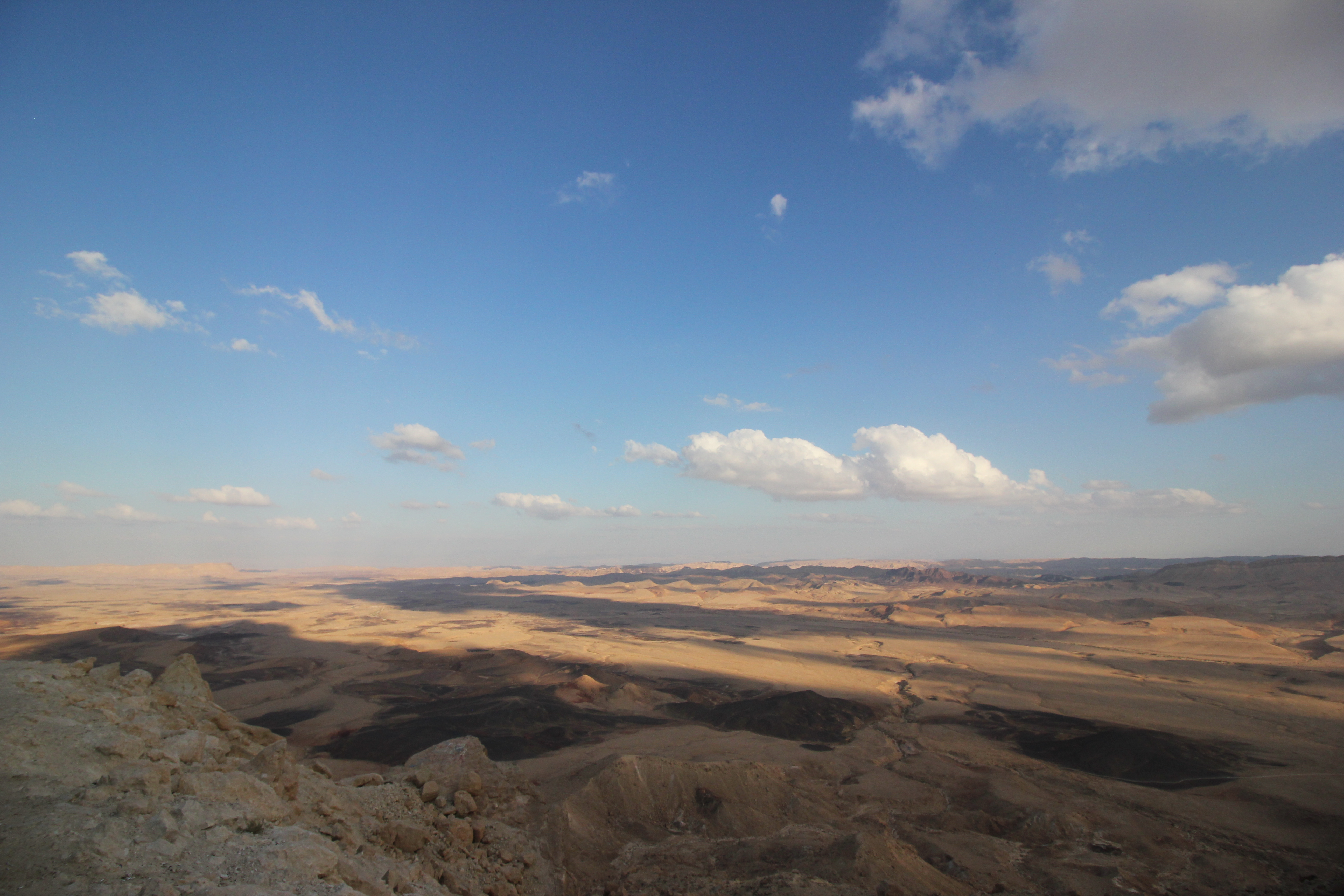